# Argeleb II
Argeleb II (sindarin «Plata Real») décimo rey de Arthedain, es un personaje ficticio perteneciente al legendarium del escritor británico J. R. R. Tolkien. Nacido en el año 1473 T. E., Argeleb II era un Dúnadan, hijo de Araphor, el noveno Rey de Arthedain. Su reinado dura 81 años (1589-1670 T.E) y tras 197 años de vida, muere en el año 1670 T. E. siendo sucedido por su hijo Arvegil.

## Reinado
Argeleb II asume el trono tras la muerte de su padre en el año 1589 T. E., gobernando hasta su muerte en 1670 T. E. Su reinado está caracterizado por dos importantes sucesos: el establecimiento de los hobbits en la Comarca y la llegada de la Gran Peste a Eriador.

### Hobbits
Como las demás razas hobbits, los Albos provenían de Rhovanion y llegaron a Eriador en el año 1150 de la Tercera Edad del Sol. Habían cruzado las Montañas Nubladas por los pasos norteños de Rivendel y descendieron por el río Fontegris hasta las tierras de El Ángulo. Por su fuerte carácter, aventurero y valiente, muchos albos encabezaron a numerosas familias y clanes de las otras ramas, y siempre tuvieron la iniciativa de explorar más allá del territorio donde se habían establecido. Fue así que cuando el peligro de los orcos se hizo patente en las tierras cercanas a las Montañas Nubladas, los albos encabezaron la marcha a las tierras de Bree, siendo los primeros en llegar y establecerse cerca del bosque de Chet.
Fue en el año 1601 de la Tercera Edad del Sol cuando los hermanos albos Marcho y Blanco, que habitaban en el pueblo de Bree, pidieron y obtuvieron el permiso oficial del rey Argeleb II de Arthedain para colonizar las despobladas tierras comprendidas entre el río Baranduin y las Emyn Beraid que se convertirían en la Comarca y que en esos momentos tan sólo se usaban como cotos de caza del rey Argeleb II.

«Pues fue en el año mil seiscientos uno de la Tercera Edad cuando los hermanos albos Marcho y Blanco salieron de Bree y luego de haber obtenido permiso del gran rey de Fornost cruzaron el Baranduin, el río pardo, con un gran séquito de Hobbits. (...) Todo lo que se les pidió fue que mantuviesen en buen estado el Puente Grande y los demás puentes y caminos, que ayudaran a los mensajeros y que reconocieran la majestad del rey.»
«De los Hobbits», en el Prólogo de El Señor de los Anillos de J. R. R. Tolkien.

Así comenzó la Cronología de la Comarca, pues el año del cruce del río Baranduin se convirtió en el año uno del Cómputo de la Comarca (C. C.). Tras la caída de Arthedain, la Comarca se gobernó de forma prácticamente independiente, y los jefes de las distintas familias eligieron a un gobernante, al que llamaron Thain, como representante del rey hasta que éste regresara.

«La antigua tradición que hablaba de un rey de Fornost o Norburgo, como lo llamaban muy al norte de la Comarca, se conservaba aún, por supuesto. Pero no había habido rey durante casi mil años y las ruinas de Norburgo estaban cubiertas de hierba (...) Atribuían al antiguo rey todas las leyes esenciales y por lo general las aceptaban de buen grado, ya que eran Los Preceptos (como ellos decían) a la vez antiguos y justos»
«De la Ordenación de la Comarca», en el Prólogo de El Señor de los Anillos de J. R. R. Tolkien.

### La Gran Peste
Durante el Reinado de Argeleb II llegó a Arthedain la Gran Peste. Se llamó Gran Plaga o Gran Peste a la epidemia desatada en toda la Tierra Media en el año 1636 de la Tercera Edad del Sol, que causó una pérdida demográfica importantísima en todos los Pueblos de la Tierra Media.
Proveniente del este, la Gran Plaga afectó a casi todas las regiones del oeste. Había causado estragos en los lugares de donde provenía tanto en Rhûn como en Harad. Por ello los ataques contra Gondor se detuvieron por un tiempo. Al parecer los Corsarios de Umbar se refugiaron en su ciudad, impidiendo la entrada de cualquier extranjero que pudiese transportarla, los Haradrim no avanzaron más allá del río Harnen y Los Aurigas demoraron el asalto al Reino del Sur por casi doscientos años.

«Es cierto que los enemigos de Gondor sufrieron también, de lo contrario hubieran aprovechado su debilidad»
«Anales de los Reyes y Gobernantes», en los Apéndices de El Señor de los Anillos.

En el Oeste las cosas no fueron mejor.El Reino de Gondor perdió más de la mitad de la población, siendo particularmente afectada su capital, la ciudad de Osgiliath donde hubo una gran mortandad que llevó a la tumba al Rey Telemnar (1634-1636 T.E) y a todos sus hijos. La Ciudad quedó prácticamente en ruinas, obligando al rey Tarondor (sobrino de Telemnar) a trasladar la capital a Minas Anor. La despoblación hizo que la vigilancia de Mordor se descuidara, se abandonaron los pasos de Udûn y Cirith Ungol y las guarniciones de las Torres de los Dientes se redujeron. Por ello toda clase de criaturas malignas, retornaron.

«Poco después hubo una peste mortal transportada por los vientos oscuros venidos del Este. El Rey y sus hijos murieron, y parte del pueblo de Gondor, especialmente los que vivían en Osgiliath.»
«Anales de los Reyes y Gobernantes», en los Apéndices de El Señor de los Anillos.

A medida que avanzaba hacia el Noroeste la Plaga iba perdiendo fuerzas. No obstante grandes regiones del reino de Arthedain se vieron afectadas, quedando solo como núcleos poblacionales más o menos estables Bree y Fornost. La tranquila existencia de los hobbits debió verse muy alterada por la Gran Peste del año 1636 de la Tercera Edad (36 C. C.), ya que la Gran Peste devastó la Comarca aunque, con grandes pérdidas, los hobbits lograron sobrevivir.

«En los días de Argeleb II llegó la peste a Eriador desde el sureste, matando a la mayor parte del pueblo de Cardolan, especialmente en Minhiriath. Los hobbits y todas las otras gentes sufrieron mucho, pero la peste fue decreciendo mientras avanzaba hacia el norte, y no afectó demasiado las partes septentrionales de Arthedain. El fin de los dúnedain de Cardolan ocurrió en este tiempo, y los malos espíritus salidos de Angmar y Rhudaur entraron en los túmulos desiertos y se instalaron allí.»
«Anales de los Reyes y Gobernantes», en los Apéndices de El Señor de los Anillos.

Parece bastante claro que la peste acentuó la despoblación del reino de Arthedain, lo que aceleró su caída pues afecto al capital más importante del reino: su población, con lo que sus fuerzas quedaron muy menguadas para enfrentarse al Rey Brujo.